# باشگاه فوتبال ویستا هرموسا
باشگاه دپورتیوو ویستا هرموسا یک باشگاه فوتبال حرفه‌ای اهل السالوادور است که در سان فرانسیسکو گوترا، مرازان واقع شده است. این باشگاه در حال حاضر در دسته سوم السالوادور بازی می‌کند. این تیم یکی از سه تیمی است که در اولین فصل خود در لیگ برتر برنده شده است. آنها اولین تیم از شهرستان مرازان بودند که در مسابقات بین‌المللی کونکاکاف و فیفا نمایندگی کردند.